# 등양 (후한)
등양(鄧讓)은 중국 신나라 말 후한 초의 교지목(交趾牧)이다. 남양군(南陽郡) 사람이다.

## 생애
왕망 말년에 교지자사부(交趾刺史部) 소속의 각 군(郡)들은 변경을 봉쇄하고 스스로 지켰다. 잠팽은 평소 등양과 우정이 깊었는데, 이때 등양에게 서신을 보내 후한 조정의 위덕(威德)을 진술하였고, 또한 편장군(偏將軍) 굴충(屈充)을 강남으로 파견하여 글을 포고하여 광무제의 명령을 반행하였다. 이에 건무 5년(29년) 12월, 등양과 강하군(江夏郡)의 태수 후등(侯登), 무릉군(武陵郡)의 태수 왕당(王堂), 장사국상(長沙國相) 한복(韓福), 계양군(桂陽郡)의 태수 장륭(張隆), 영릉군(零陵郡)의 태수 전흡(田翕), 창오군(蒼梧郡)의 태수 두목(杜穆), 교지군(交趾郡)의 태수 석광(錫光) 등이 연이어 조정에 사자를 파견해 진공하였다. 광무제는 그들을 모두 열후(列侯)로 책봉하였다. 《동관한기》에 따르면 등양의 부인은 광렬황후(光烈皇后) 음려화(陰麗華)의 누나였다고 한다.